# Повесть о Гэндзи

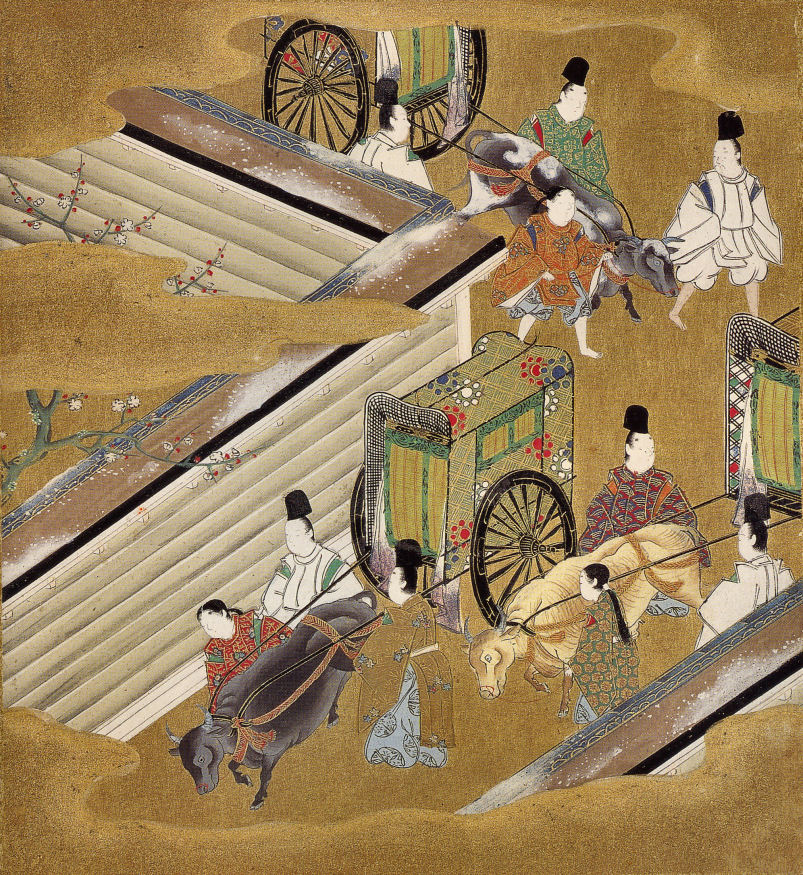
Иллюстрация к Гэндзи-моногатари, приписывается Тоса Мицуоки (1617—1691)

«Повесть о Гэ́ндзи» (яп. 源氏物語, Гэндзи-моногатaри), также «Повесть о блистательном принце Гэндзи» — роман-моногатари, одно из величайших произведений японской классической литературы, написанный в эпоху Хэйан. Авторство романа приписывается Мурасаки Сикибу, даме при дворе императрицы Сёси (годы правления: 986—1011).
Роман входит во «Всемирную библиотеку» (список наиболее значимых произведений мировой литературы Норвежского книжного клуба).

## Название
| Глава | На японском                 | Перевод                  |
| ----- | --------------------------- | ------------------------ |
| 1     | Кирицубо (яп. 桐壺)         | Павильон павловний       |
| 2     | Хахакиги (яп. 帚木)         | Дерево-метла             |
| 3     | Уцусэми (яп. 空蝉)          | Пустая скорлупка цикады  |
| 4     | Югао (яп. 夕顔)             | Вечерний лик             |
| 5     | Вакамурасаки (яп. 若紫)     | Юная Мурасаки            |
| 6     | Суэцумухана (яп. 末摘花)    | Шафран                   |
| 7     | Момидзи-но га (яп. 紅葉賀)  | Праздник алых листьев    |
| 8     | Хана-но эн (яп. 花宴)       | Праздник цветов          |
| 9     | Аои (яп. 葵)                | Мальвы                   |
| 10    | Сакаки (яп. 榊)             | Священное дерево сакаки  |
| 11    | Ханатирусато (яп. 花散里)   | Сад, где опадают цветы   |
| 12    | Сума (яп. 須磨)             | Сума                     |
| 13    | Акаси (яп. 明石)            | Акаси                    |
| 14    | Миоцукуси (яп. 澪標)        | У прибрежных буйков      |
| 15    | Ёмогиу (яп. 蓬生)           | В зарослях полыни        |
| 16    | Сэкия (яп. 関屋)            | У заставы                |
| 17    | Эавасэ (яп. 絵合)           | Сопоставление картин     |
| 18    | Мацукадзэ (яп. 松風)        | Ветер в соснах           |
| 19    | Усугумо (яп. 薄雲)          | Тающее облако            |
| 20    | Асагао (яп. 朝顔)           | Утренний лик             |
| 21    | Отомэ (яп. 乙女)            | Юная дева                |
| 22    | Тамакадзура (яп. 玉鬘)      | Драгоценная нить         |
| 23    | Хацунэ (яп. 初音)           | Первая песня             |
| 24    | Котё (яп. 胡蝶)             | Бабочки                  |
| 25    | Хотару (яп. 螢)             | Светлячки                |
| 26    | Токонацу (яп. 常夏)         | Вечное лето              |
| 27    | Кагариби (яп. 篝火)         | Ночные огни              |
| 28    | Новаки (яп. 野分)           | Пронизывающий поля       |
| 29    | Миюки (яп. 行幸)            | Высочайший выезд         |
| 30    | Фудзибакама (яп. 藤袴)      | Лиловые шаровары         |
| 31    | Макибасира (яп. 真木柱)     | Кипарисовый столб        |
| 32    | Мумэ-га э (яп. 梅枝)        | Ветка сливы              |
| 33    | Фудзиураба (яп. 藤裏葉)     | Листья глициний          |
| 34    | Вакана (-дзё) (яп. 若菜 上) | Первая зелень I          |
| 35    | Вакана (-гэ) (яп. 若菜 下)  | Первая зелень II         |
| 36    | Касиваги (яп. 柏木)         | Дуб                      |
| 37    | Ёкобуэ (яп. 横笛)           | Флейта                   |
| 38    | Судзумуси (яп. 鈴虫)        | Сверчок-колокольчик      |
| 39    | Югири (яп. 夕霧)            | Вечерний туман           |
| 40    | Минори (яп. 御法)           | Великий закон            |
| 41    | Мабороси (яп. 幻)           | Кудесник-даос            |
| –     | Кумогакурэ (яп. 雲隠)       | (Сокрытие в облаках)     |
| 42    | Ниоумия (яп. 匂宮)          | Принц благоуханный       |
| 43    | Кобай (яп. 紅梅)            | Красная слива            |
| 44    | Такэкава (яп. 竹河)         | Бамбуковая река          |
| 45    | Хасихимэ (яп. 橋姫)         | Девы у моста             |
| 46    | Сиигамото (яп. 椎本)        | Под деревом сии          |
| 47    | Агэмаки (яп. 総角)          | Тройной узел             |
| 48    | Савараби (яп. 早蕨)         | Побеги папоротника       |
| 49    | Ядориги (яп. 宿木)          | Плющ                     |
| 50    | Адзумая (яп. 東屋)          | Беседка                  |
| 51    | Укифунэ (яп. 浮舟)          | Ладья на волнах          |
| 52    | Кагэро (яп. 蜻蛉)           | Подёнки                  |
| 53    | Тэнараи (яп. 手習)          | Упражняясь в каллиграфии |
| 54    | Юмэ-но Укихаси (яп. 夢浮橋) | Плавучий мост сновидений |

Согласно мнению большинства, название для романа, «Повесть о Гэндзи», было придумано не самой Мурасаки, в более поздний период существования произведения. Наиболее древним из известных исследователям названий является «Повесть о Мурасаки» («Мурасаки-но-моногатари») — по имени одной из героинь. Оно встречается в дневнике середины XI века «Сарасина никки» («Одинокая луна Сарасина»). Известен вариант названия «Повесть о блистательном Гэндзи» («Хикару-Гэндзи-моногатари»).

## Структура произведения
Произведение состоит из 54 глав. Глава «Первая зелень» имеет две части, глава же «Сокрытие в облаках» известна только названием. Сложившаяся практика делит роман на три части:
1. Главы «Павильон павловний» — «Листья глициний» (33 главы). Рассказ о жизни Гэндзи с детства до зрелости. Преодолев трудности, Гэндзи достигает высшей степени могущества.
2. Главы «Первая зелень» — «Кудесник-даос» (8 глав). Рассказ о старости Гэндзи, заканчивающийся смертью героя.
3. Главы «Принц благоуханный» — «Плавучий мост грёз» (13 глав). Рассказ о наследниках Гэндзи, главной героиней которого является Укифунэ.

Деление основано не только на содержании частей, но также на разнице в стиле и методе изложения, что дало повод к сомнениям, что автором произведения был один человек. В разные времена произведение делилось неодинаковыми способами, например, «Главы Удзи» считались и одной главой, и десятью отдельными главами. До сих пор однозначно не решён вопрос, в каком порядке следует располагать главы. Это вызвано тем, что сюжеты глав зачастую не связаны друг с другом, и трудно составить роман в таком порядке, чтобы он не содержал хронологических или других противоречий. Исследователи обнаружили, что отдельные главы являются ключевыми (мото-но маки), с помощью них выстраивается устойчивая фабула произведения, а другие представляют собой побочные главы (нами-но маки). Побочные главы могут углубляться внутрь основной главы, более подробно раскрывая её содержание, или же могут служить продолжением рассказанной сюжетной линии.

## Сюжет
Основу повести составляет любовная биография принца Гэндзи — побочного сына императора.
Моногатари представляет собой сплетение трёх жанров: живописи, поэзии и прозы. Свиток моногатари состоял из рисунков и пояснений к ним. Читатели разворачивали свиток (по горизонтали) и рассматривали картинки, одновременно читая пояснения. Вероятно, первоначально моногатари мог походить на мангу, то есть, иметь рисунков больше, чем текста. Однако ничего особо правдоподобного сказать о моногатари нельзя, так как в первоначальном виде не сохранилось ни одной повести. Ныне известные тексты взяты из значительно более поздних копий, которые, скорее всего, тоже были сняты с копий.
Роман представляет собой цепь новелл, каждая из которых излагает отдельный эпизод из жизни Гэндзи. Автор с большим тактом сохраняет позу невозмутимого биографа, чуждого морализирования. На протяжении 44 частей (весь роман состоит из 54 частей) герой с изысканно скучающим видом покоряет всех попадающихся ему женщин. Это даёт возможность автору показать галерею женских типов хэйанского придворного мира. Герой не наделён особой разборчивостью: от наложницы своего отца он идет к юной фрейлине, затем к даме, у коей «нос большой и красный, отвратный, как у слона», затем к сановной 58-летней старухе и даже пытается соблазнить свою приёмную дочь-подростка. Роман сугубо реалистичен, сюжет развивается очень медлительно (этому способствует язык романа — жеманный церемонный язык фрейлин того времени). Повседневный быт хэйанских аристократов и праздная атмосфера дворцового квартала переданы с большим мастерством.
Однако, в отличие от дона Жуана, Гэндзи представляет собой не любовника-губителя, а надёжного и верного спутника. Именно о таком мечтала бы каждая дама эпохи Хэйан, когда положение женщины было так непрочно, и вся её жизнь зависела от мужчины. Возмужавший Гэндзи берёт на себя заботу о каждой женщине, что подчёркивается автором неоднократно. Совершенно невероятно по благородству (для той эпохи) и его поведение по отношению к госпоже Мурасаки. Ещё девочкой она была полностью в его власти, не имела никакой другой опоры в жизни и не родила ему ни одного ребёнка — и все же оставалась любимой женой!
Роман делится на три части: юность Гэндзи; зрелые годы — ссылка и возвращение в столицу, слава и смерть; жизнь Каору — приёмного сына Гэндзи. Роман не имеет чёткой логической концовки, традиционной для современной ему литературы, что дало повод некоторым исследователям объявить роман незавершённым. Одна из глав (порядок расположения последних четырнадцати глав-свитков точно не известен) состоит только из названия — «Сокрытие в облаках», что, вероятно, символизирует смерть Гэндзи. Существует две основные гипотезы: автор сознательно оставила только название главы, ибо ей было слишком печально повествовать о смерти любимого героя; свиток был утерян.
Сюжет романа закольцован — если в юности Гэндзи, соблазнив наложницу своего отца, стал отцом взошедшего на трон принца, то в конце своей жизни он узнаёт, что его возлюбленная Сан-но Мая ему не верна, и отцом её сына является молодой придворный. Такая закольцовка сюжета соответствует концепции кармы, что характерно для эпохи Хэйан: литература в это время испытывала сильное влияние буддизма.
Исследователи предполагают, основываясь на впечатлении незавершённости, создаваемом оборванными сюжетными линиями последней главы, что роман мог быть не закончен автором.

## Действующие лица

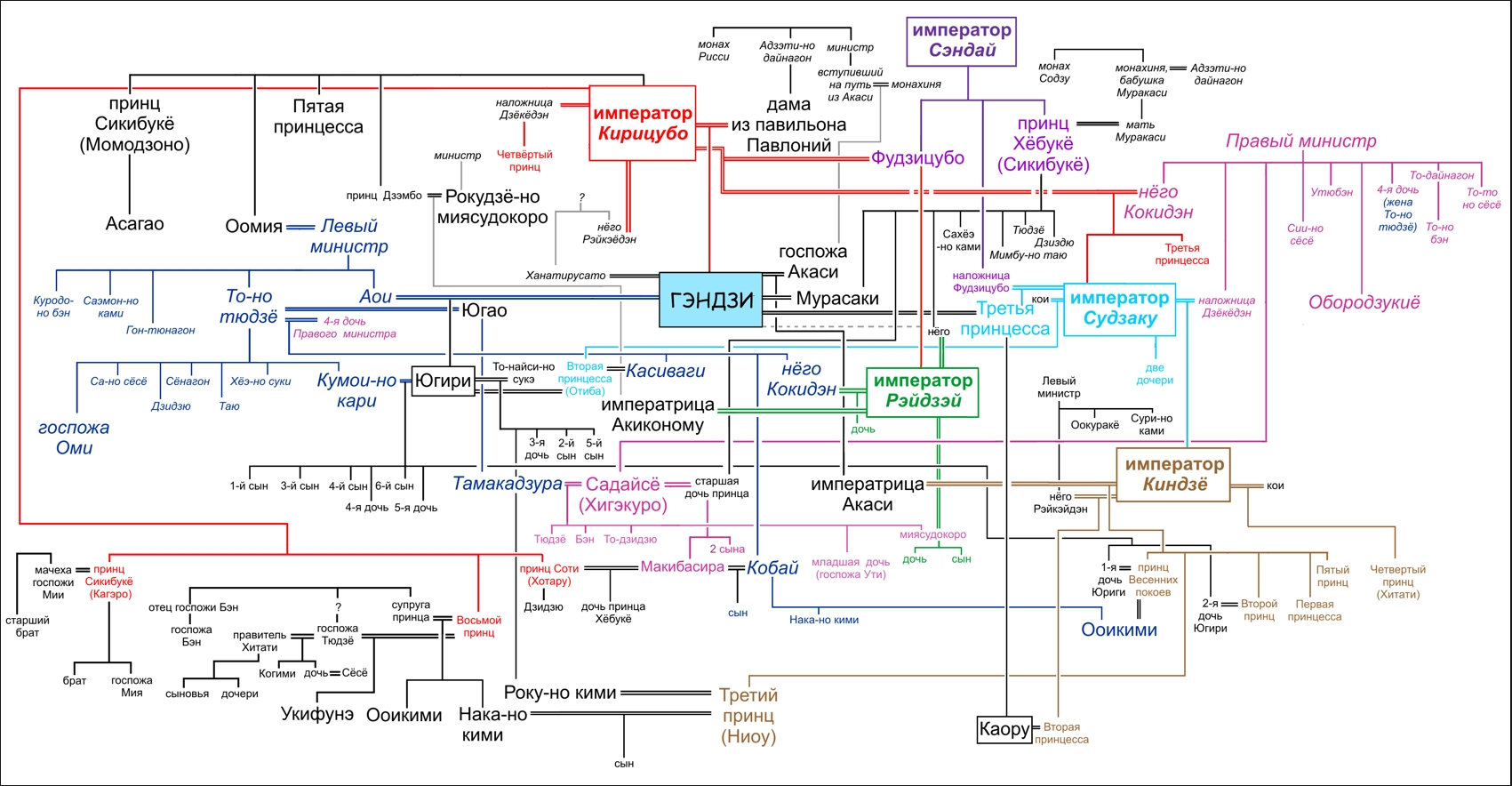
Генеалогическое древо персонажей романа «Повесть о Гэндзи»

По мнению исследователей, главный персонаж романа, Гэндзи, не является исторической личностью. Его образ синтетичен, и можно лишь делать предположения о том, какая из граней его личности была заимствована от той или иной реальной исторической фигуры. Среди возможных прототипов принца называют Минамото Такаакира (914—982), сына императора Дайго, Аривару Нарихира, Тайру Садафуми, Сугавару Митидзанэ, принца Ацухиру.

## Место действия

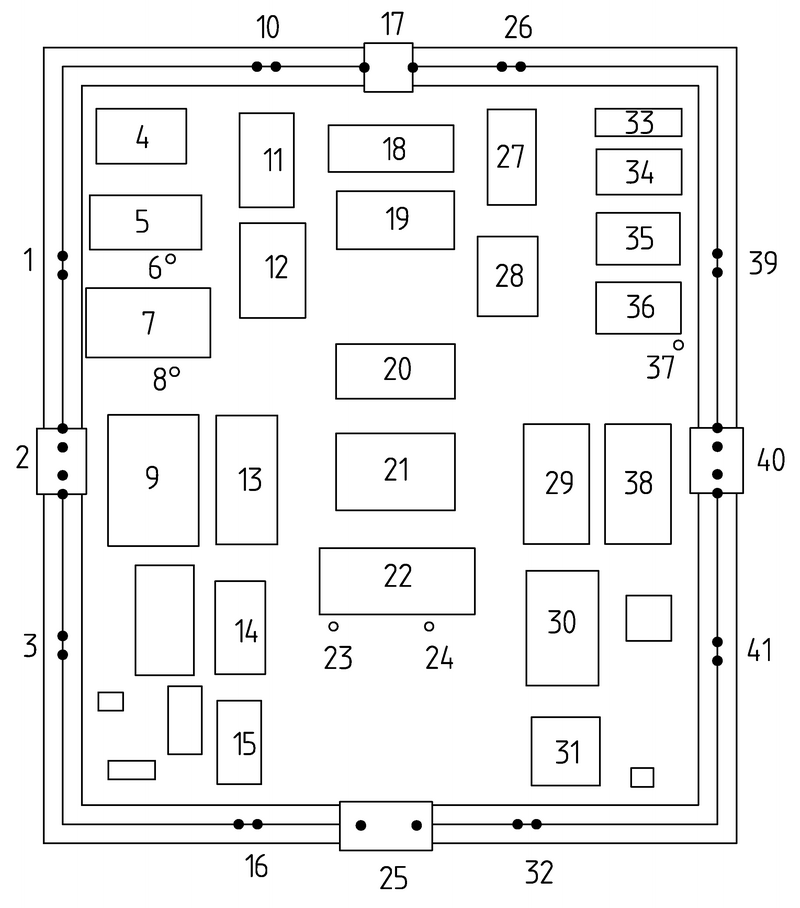
Схема императорского дворцового комплекса

|  | - 1 — Ворота торжествующей справедливости (Югимон) - 2 — Ворота скрытого света (Иммэймон) - 3 — Ворота доблестной добродетели (Бутокумон) - 4 — Покои внезапных ароматов (Сихося), дом придворных дам, главы Правой личной императорской охраны - 5 — Покои застывших цветов (Гёкася), дом придворных дам - 6 — слива - 7 — Покои летящих ароматов (Хигёся), дом императриц и наложниц - 8 — глициния - 9 — Дворец грядущей прохлады (Корёдэн), дом наложниц высших рангов - 10 — Ворота увенчанного покоя (Кианмон) - 11 — Дворец восхождения к цветам (Токадэн), дом императрицы и лучших наложниц - 12 — Дворец щедрых наград (Кокидэн), дом самых влиятельных наложниц - 13 — Дворец чистой прохлады (Сэйрёдэн), дом императора - 14 — Архивный дворец (Кёсёдэн), императорский архив - 15 — Дворец спокойного счастья (Ампукудэн), дом для лекарей - 16 — Ворота вечного покоя (Эйаммон) - 17 — Ворота таинственного блеска (Гэнкимон) - 18 — Дворец созерцания истинной чистоты (Дзёгандэн), дом для чиновников — хранителей женских покоев - 19 — Дворец извечного покоя (Дзёнэйдэн), дом для императриц и лучших наложниц - 20 — Дворец, одаривающий ароматами (Дзёкёдэн), место пиров, турниров и музицирования - 21 — Дворец добродетельной старости (Дзидзюдэн), место пиршеств, соревнований сумо | - 22 — Сисиндэн (Дворец пурпурных покоев), главное здание дворцового комплекса - 23 — померанец - 24 — вишня - 25 — Ворота одаривающие светом (Сёмэймон) - 26 — Ворота спокойной радости (Анкимон) - 27 — Дворец явленного блеска (Сэнъёдэн), дом наложниц - 28 — Дворец живописных видов (Рэйкэйдэн), дом императриц и лучших наложниц - 29 — Дворец узорчатых шелков (Рёкидэн), хранилище утвари и одежды - 30 — Дворец благодатного света (Гиёдэн), хранилище ценностей, место совещаний - 31 — Дворец весенней радости (Сюнкёдэн), хранилище оружия и амуниции - 32 — Ворота долгой радости (Тёракумон) - 33 — Северные покои светлых пейзажей - 34 — Покои светлых пейзажей (Сигэйса), дом менее влиятельных наложниц - 35 — Северные покои отражённого света - 36 — Покои отражённого света (Сёёся), дом наложниц, наследного принца - 37 — груша - 38 — Дворец тёплого света (Уммэйдэн), хранилище регалий императорской власти - 39 — Ворота радостного света (Каёмон) - 40 — Ворота явленного света (Сэнъёмон) - 41 — Ворота утверждения порядка (Энсеймон) |

## Стиль романа
Достижением автора является стиль романа — еле заметные акценты, неуловимые и ускользающие чувства, каждая мысль словно проходит через сито придворного этикета, а тем временем Мурасаки Сикибу создаёт образы зримые и насыщенные, и её отношение к ним (нигде прямо не высказанное) очевидно внимательному читателю. В романе огромное количество стихотворений, что связано с большим значением поэзии в жизни хэйанской аристократии, когда японское пятистишие — танка — победило китайские образцы и стало основой личной переписки, флирта, соперничества, горя, философских размышлений. В те поры о красоте дамы, скрытой от взгляда множеством ширм и занавесов, судили по красоте её стихов, а об её уме — по быстроте её ответов в стихотворной переписке.

## Эпоха написания
Роман написан в эпоху Хэйан, когда японская культура достигла одного из пиков своего развития. Именно в этот период происходит отход от традиций, унаследованных от Китая, именно в это время формируется национальный самобытный японский стиль. Элитными кругами японской аристократии закладываются основы многих искусств с ярко выраженным национальным звучанием. Наряду с живописью, музыкой, каллиграфией небывалый скачок совершает японская проза, которая, едва возникнув, тут же достигает вершин стиля. И «Повесть о Гэндзи» является именно тем воплощением достигнутых высот.
Поскольку больше всего в высших сословиях ценилось искусство поэзии, проза оставалась отчасти в стороне. Но именно это позволило выразить в прозе то, что могло остаться обойдённым ювелирным искусством придворного стихосложения. Проза впитывала в себя жизнь без прикрас, произрастала непосредственно из событий повседневности, благодаря чему достигала удивительной органичности и естественности, и запечатлела для истории мельчайшие детали быта тех времён.

### Время написания
Не существует единого мнения о том, в какой период своей жизни Мурасаки создала роман. Существует несколько версий, из которых чаще других называется та, которая предполагает, что роман был начат Мурасаки после смерти мужа, Фудзивары Нобутаки, то есть около 1001 года. Эту версию подкрепляет то, что к моменту поступления Мурасаки на службу к императору (1008 год) «Повесть о Гэндзи» уже была популярна у женской части обитателей дворца. Возможно, именно эта популярность и стала причиной приглашения девушки во дворец. Исходя из этой версии, первыми написанными главами следует считать те, которые повествуют о жизни женщин среднего сословия (например, «Пустая скорлупка цикады», «Вечерний лик»). В дальнейшем, став наблюдательницей придворной жизни, Мурасаки начинает писать и об обитательницах дворца.
Согласно другой версии Мурасаки приступила к роману лишь после ухода со службы. По одной из легенд роман был создан по повелению императрицы Сёси и писался во время пребывания создательницы в монастыре. Но эта легенда не очень достоверна.
Наконец, по ещё одной версии, вдохновением для японки послужили рассказы об императорской жизни, которые она слышала от своего отца. Очарованная услышанным, Мурасаки пишет главу «Павильон павловний», будучи ещё совсем юной, возможно, даже до замужества с Нобутаки.

## Переводы
Роман переведён на ряд европейских языков. Некоторые главы повести переводились на русский язык Н. И. Конрадом в 1920-х и 1930-х годах.
Полностью[уточнить] произведение переведено на русский язык в 1993 году Т. Л. Соколовой-Делюсиной.
На английский язык роман переводился пять раз:
1. Суэмацу Кэнтё (1882 год)[6],
2. Артуром Уэйли (1926—1933)[7],
3. Эдвардом Сайденстикером (1976)[8],
4. Хелен Маккаллоу (1994, отрывки)[9],
5. Ройаллом Тайлером (2001)[10].

На чешский язык произведение перевёл Карел Фиала (чеш.  «Příběh prince Gendžiho»).
На украинский язык переведена глава «Ветер в соснах» Ю. В. Осадчей.

## Театральные постановки
Опера
- По мотивам Повести о Гэндзи была написана опера, сочинённая в течение 1999 года композитором Мики Минору и впервые исполненная в следующем году в оперном театре Сент-Луиса. Либретто на английском языке написал Колин Грэм, затем либретто было переведено на японский язык.

## Экранизации
Фильмы
- Повесть о Гэндзи (1951), режиссёр Кодзабуро Ёсимура
- Новая повесть о Гэндзи (1961), режиссёр Кадзуо Мори
- Повесть о Гэндзи (1966), режиссёр Кон Итикава
- Sennen no Koi — Hikaru Genji Monogatari (2001) — режиссёр Хорикава Тонко
- Genji monogatari: Sennen no nazo / 源氏物語 千年の謎 (2011), режиссёр Ясуо Цурухаси[англ.]

Мультфильмы
- Повесть о Гэндзи (1987), аниме, режиссёр Гисабуро Сугии. Фильм не показывает всю историю, а охватывает первые 12 глав.
- Тысячелетняя история о Гэндзи: Гэндзи (2009), (аниме-сериал по мотивам произведения режиссёра Осаму Дэдзаки.